# Unforgivable
Unforgivable is een single van de Amerikaanse zangeres Jaren en de Nederlandse dj Armin van Buuren.

## Videoclip
De videoclip speelt zich af op verschillende plaatsen: in een auto en in een slaapkamer.
Jaren zit in haar auto op weg naar Armin, tijdens de reis ziet ze flashbacks in haar autospiegels: haar ex die met een andere vrouw zit te rotzooien. Daarom zingt ze er een lied over dat het onvergeeflijk is, Unforgivable.

## Hitnotering
| Unforgivable in de Ultratop 50 - binnen: 7 maart 2009 | Unforgivable in de Ultratop 50 - binnen: 7 maart 2009 | Unforgivable in de Ultratop 50 - binnen: 7 maart 2009 | Unforgivable in de Ultratop 50 - binnen: 7 maart 2009 |
| Week                                                  | 01                                                    | 02                                                    |                                                       |
| ----------------------------------------------------- | ----------------------------------------------------- | ----------------------------------------------------- | ----------------------------------------------------- |
| Nummer                                                | 50                                                    | 41                                                    | uit                                                   |